# Ruinsival
Ruinsival är en kulle i Storbritannien.   Den ligger i kommunen Highland och riksdelen Skottland, i den nordvästra delen av landet, 700 km nordväst om huvudstaden London. Toppen på Ruinsival är 528 meter över havet, eller 90 meter över den omgivande terrängen. Bredden vid basen är 0,78 km. Ruinsival ligger på ön Rùm.
Terrängen runt Ruinsival är huvudsakligen kuperad, men söderut är den platt. Havet är nära Ruinsival åt sydväst. Trakten runt Ruinsival består i huvudsak av gräsmarker.